# Stipa-Caproni
Lo Stipa-Caproni o Caproni-Stipa fu un velivolo sperimentale italiano degli anni trenta, che può essere considerato un precursore dei successivi aviogetti.
Caratterizzato da una sorta di fusoliera-carlinga-tunnel che racchiudeva un motore ed elica per aumentare l'efficienza del sistema propulsivo, dando all'aereo il nome caratteristico di ala a turbina poi chiamato elica intubata. Scherzosamente venne etichettato come "aereo botte", o "aereo barile".
Venne ideato dall'ingegnere Luigi Stipa, e fu realizzato come prototipo presso la Caproni di Milano Taliedo; effettuò pochi voli di collaudo prima di essere demolito nel 1933.
Esso è stato una tappa importante nell'evoluzione della propulsione a getto in aeronautica; ne può essere, infatti, considerato il precursore.

## Storia del progetto

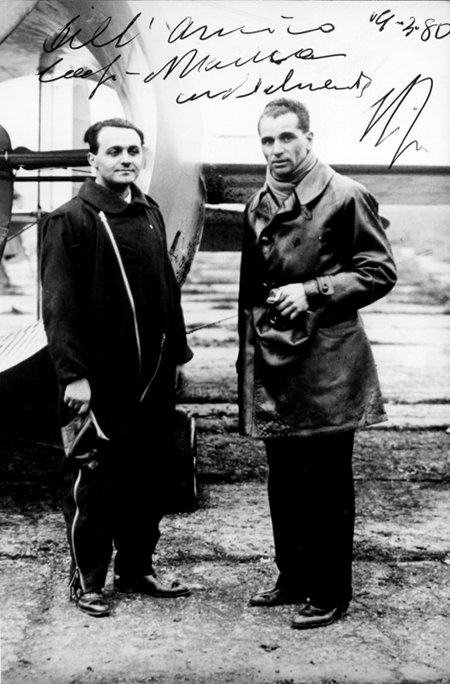
L'Ing. Stipa e il Comm. Antonini davanti all'aereo

L'aeroplano in questione doveva servire come linea di sviluppo di una nuova idea per la propulsione aerea e avrebbe potuto portare al compimento pieno della turbina a reazione. Era frutto della mente dell'ingegnere Luigi Stipa, nato il 30 novembre del 1900 ad Appignano del Tronto, ufficiale dei servizi tecnici della Regia Aeronautica alla fine della I Guerra Mondiale, in possesso di due lauree (in ingegneria civile idraulica ed in ingegneria aeronautica).
Il tecnico-inventore aveva ideato tutta una serie di mezzi con la nuova conformazione del motore e delle eliche; il motore intubato era una concezione basata sull'idea che l'aria spinta dalle eliche e scaldata dal propulsore, oltre che compressa nel tunnel metallico della fusoliera, dovesse portare a vantaggi dinamici, anche perché il getto d'aria, uscendo dal condotto, investiva direttamente piani di coda e timone. Un aeroplano basato su questo principio è stato proposto, per esempio, dal Ceco pioniere dell'aviazione Gustav Viktor Finger nel 1893. Sfortunatamente Finger fallì nel raccogliere abbastanza fondi per esperimenti pratici.
Fu raggiunto un accordo con la Caproni Taliedo e fu realizzato il primo esemplare: un traliccio in tubi metallici saldati racchiusi da un largo tunnel. Il motore fu un De Havilland Gipsy III da 120 CV, con cilindri in linea, carenato. L'elica, bipala, stava sull'asse centrale del tunnel e l'estremità delle pale stesse doveva quasi sfiorare il bordo d'entrata della larga fusoliera cava.
Dopo una breve serie di collaudi il velivolo venne accantonato. Fu demolito nel 1933. Stipa aveva nel cassetto anche altre versioni del suo aeroplano: un bimotore, un trimotore, un quadrimotore, in versione terrestre e idrovolante. Queste idee cercò di realizzare in Francia dopo l'insuccesso in Italia e le difficoltà acute avute con il regime fascista.
Molto tempo dopo sul Princeton University Press fu pubblicata nel 1959 la raccolta "High Speed Aerodynamics and Jet Propulsion". Nel dodicesimo volume fu scritto che:

## Influenza tecnologica del prototipo

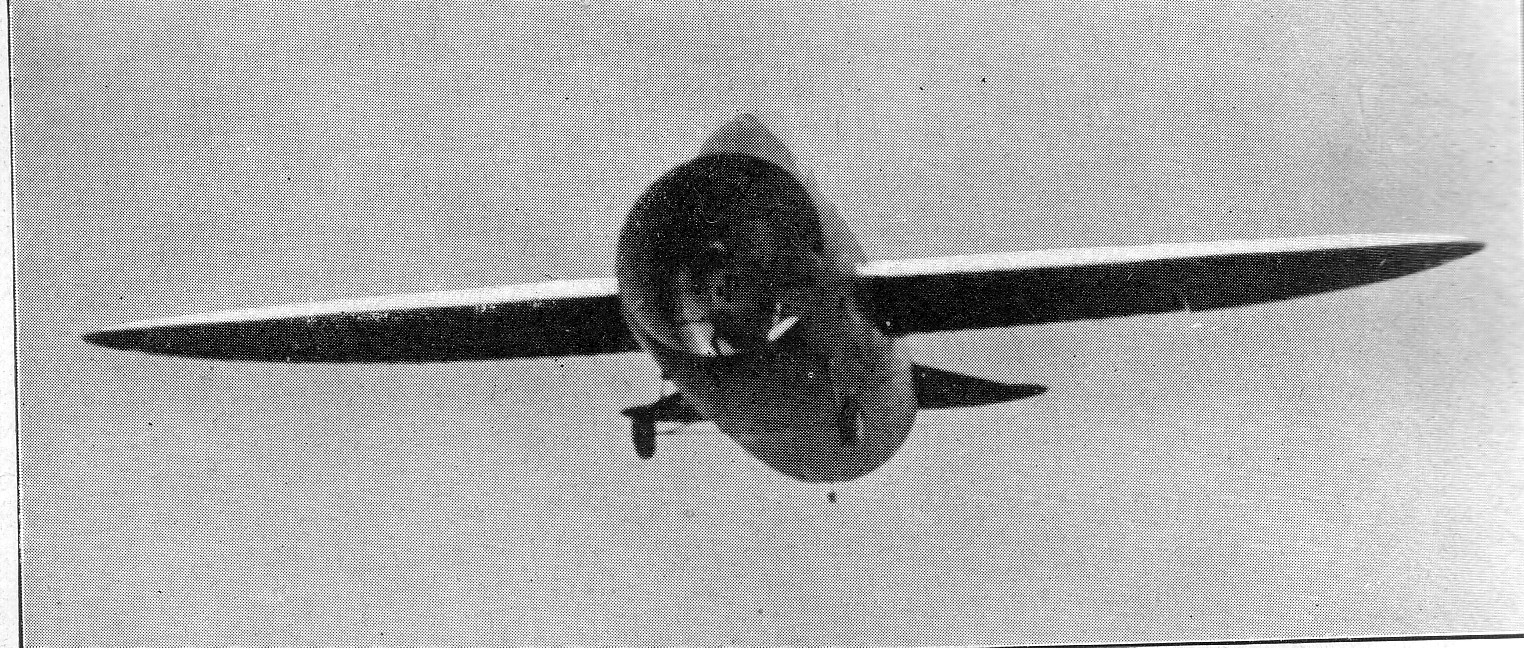
Lo Stipa Caproni in volo

L'ing. Stipa non aveva mai pensato ad un mono-motore per la sua elica intubata: l'esemplare costruito e provato voleva, nelle sue intenzioni, solo essere un banco di prova per modelli più complessi e pluri-motorizzati. In questi progetti le resistenze aerodinamiche non sarebbero state così rilevanti per il loro sviluppo.
Il governo italiano utilizzò solamente a fini propagandistici il progetto Stipa-Caproni, mostrandolo come un esempio del livello raggiunto dalla tecnologia aerea italiana, ma non volle, in modo miope, andare oltre nel suo sviluppo. Nessuno degli altri progetti che Stipa aveva ideato fu mai realizzato. Ciò malgrado le esperienze raccolte con lo Stipa-Caproni dettero influsso importante per lo sviluppo del Caproni Campini N.1 a propulsione jet.
I voli di prova dello Stipa-Caproni suscitarono molto interesse nel mondo accademico dell'epoca, tanto che il lavoro Stipa fu studiato ed ulteriormente sviluppato in Francia, Germania, Italia, Regno Unito ed anche dal Comitato Nazionale per l'aeronautica degli Stati Uniti. La Francia, progettò, ma mai costruì, un bombardiere notturno avanzato basato su un progetto di Luigi Stipa nella metà degli anni 1930.
La SAI Ambrosini nel 1938 concepì un bombardiere a grande raggio B.G.R. ispirandosi alle idee dello Stipa, progettà infatti il SAI Ambrosini 404 con 4 motori posti in tandem intubati in due vani sulle ali.
Alcune delle idee dell'inventore e del suo prototipo sperimentale Stipa-Caproni furono integrate nella progettazione di vari aerei successivi come il caccia tedesco Heinkel T del 1940.
Il motore turbofan moderno è considerato da alcuni storici dell'aviazione come un discendente diretto dell'elica intubata dell'aeromobile sperimentale Stipa-Caproni.

## Tecnica
Questo velivolo permise di verificare l'equivalenza alare della fusoliera tubolare, la quale permette di ridurre la superficie alare a parità portanza.
L'aspetto del velivolo risultava fortemente condizionato dalla nuova conformazione, tanto che fu chiamato scherzosamente l'aereo botte o aereo barile; infatti, il risultato di questa idea rivoluzionaria per l'epoca, era un grosso cilindro/fusoliera con un diametro di circa tre/quattro volte più ampio rispetto a quello di una fusoliera di un aereo normale, proprio perché doveva contenere al suo interno il motore e l'elica.
Questo largo tubo, in virtù della sua particolare conformazione e profilo, poteva essere considerato come un'ala circolare. Effettivamente, dalle esperienze effettuate al tunnel con diversi modelli di fusoliere tubolari risultava che col solo tubo si otteneva una certa portanza ed un'efficienza aerodinamica pari a 3,4.
Esso dava l'idea di una forte sproporzione fra il corpo dell'apparecchio e l'apertura alare. Molto sviluppato in altezza, il piano verticale del timone di coda che doveva superare il diametro del tunnel.
I posti di pilotaggio erano due, disposti aperti in tandem sopra la struttura della fusoliera.

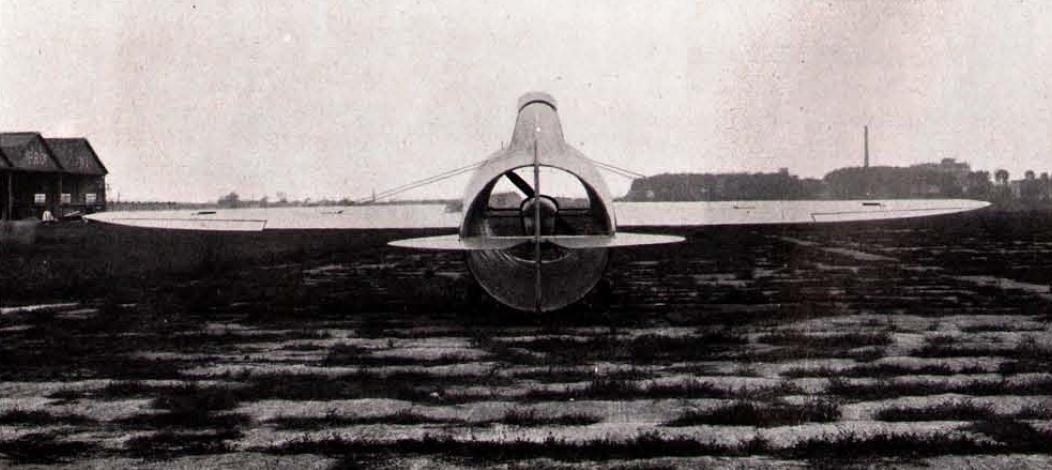
L'aereo visto da dietro

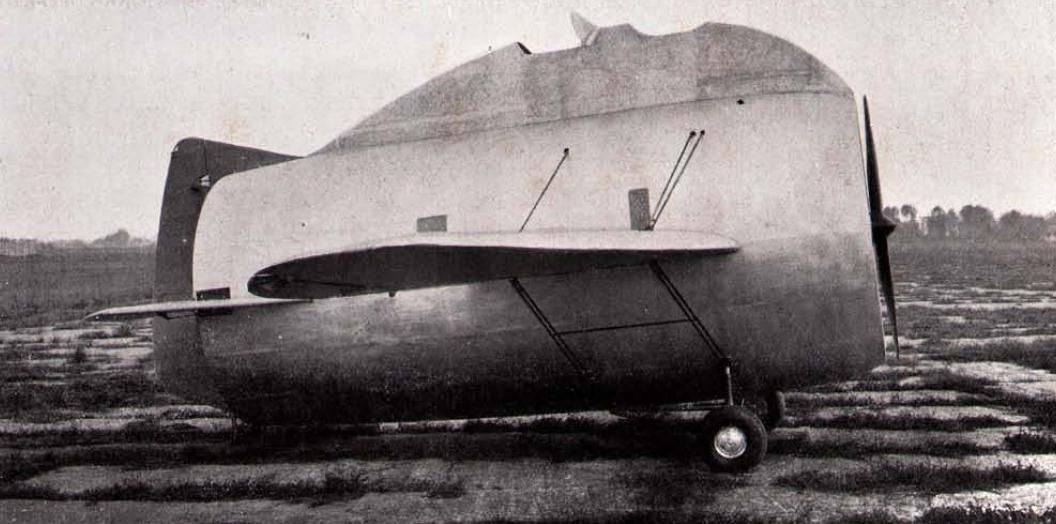
Vista di profilo

Strutturalmente lo Stipa-Caproni era una macchina molto semplice, costruita prevalentemente in legno, con la fusoliera che aveva la forma tipica di un tubo di Venturi, con le superfici interne ed esterne rivestite di compensato e incollate allo scheletro interno. L'ala del monoplano, posizionata proprio a metà della fusoliera, era a sezione sottile e rinforzata da tiranti collegati alla fusoliera.
Gli organi di coda erano collegati direttamente ai bordi posteriori del tubo di Venturi che costituiva la fusoliera. Erano completamente immersi nel flusso in uscita dalla fusoliera, per migliorare la manovrabilità.
Il motore, da 120 CV, era montato su una struttura di tubi d'acciaio all'interno del tubo di Venturi, e spingeva un'elica che sporgeva appena dal bordo anteriore del tubo della fusoliera. Gli occupanti erano alloggiati in due posti aperti in tandem nella parte superiore della fusoliera e godevano di un'ottima visibilità.
Il velivolo era basso, con carrello principale fisso ed un ruotino di coda, e appariva come se fosse accovacciato sul terreno. Era dipinto con i tipici colori blu e crema in uso sugli aeromobili da corsa del periodo in Italia. Sul timone portava i colori della bandiera italiana.
I limiti aeronautici riscontrati sul prototipo, era previsto che sarebbero stati superati nei successivi progetti di Stipa. L'aumento del diametro dell'elica a parità di regime di rotazione porta ad un aumento del flusso dell'area convogliata con un fattore moltiplicativo. Questo fatto avrebbe comportato, realizzando aeromobili più grandi del prototipo testato, una riduzione relativa della sezioni dei tubi Venturi, tali da poter essere alloggiati in ali di sezioni più ampie.
L'ingegnere Stipa aveva speso molti anni a studiare matematicamente l'idea, mentre lavorava presso la Divisione Progetti del Ministero dell'Aeronautica italiana. Questo gli aveva permesso di determinare la massima efficienza della superficie interna del tubo di Venturi che serve per avere la forma ottimizzata di un profilo alare.
Il design dello Stipa-Caproni era molto simile a quello dei moderni motori a reazione e infatti, dopo aver brevettato il suo progetto in Italia, Germania e Stati Uniti nel 1938, Stipa rimase convinto che il razzo tedesco e la tecnologia del getto (in particolare la bomba volante V1) utilizzassero la sua invenzione brevettata, senza tuttavia riconoscergliene il merito.
Le rivoluzionarie idee dello Stipa furono osteggiate e ritenute irrealizzabili dagli esperti nazionali dell'epoca, cosa che fa dire a Giorgio Evangelisti nel suo libro: Luigi Stipa, Un sogno lungo una vita Ed. Olimpia: "Una genialità indiscutibile, della quale Stipa non poté tuttavia mai raccogliere i frutti."

## Impiego operativo

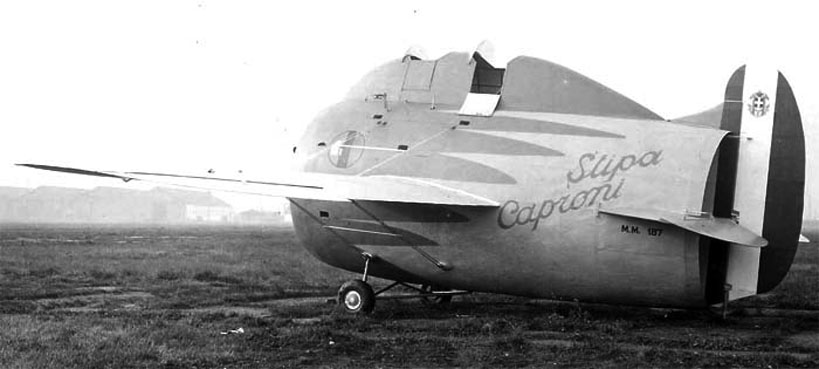
Vista di 3/4 posteriore del prototipo

L'aereo venne completato nel 1932 a Milano Taliedo e il primo volo fu effettuato il 7 ottobre dello stesso anno, ai comandi il pilota collaudatore Domenico Antonini. Il collaudatore scrisse poi che il decollo fu facile dopo una corsa di 180 metri, l'aereo prese quota rapidamente senza vibrazioni e fu difficile portarlo fuori rotta. Il velivolo era capace di una velocità massima di 131 km/h.

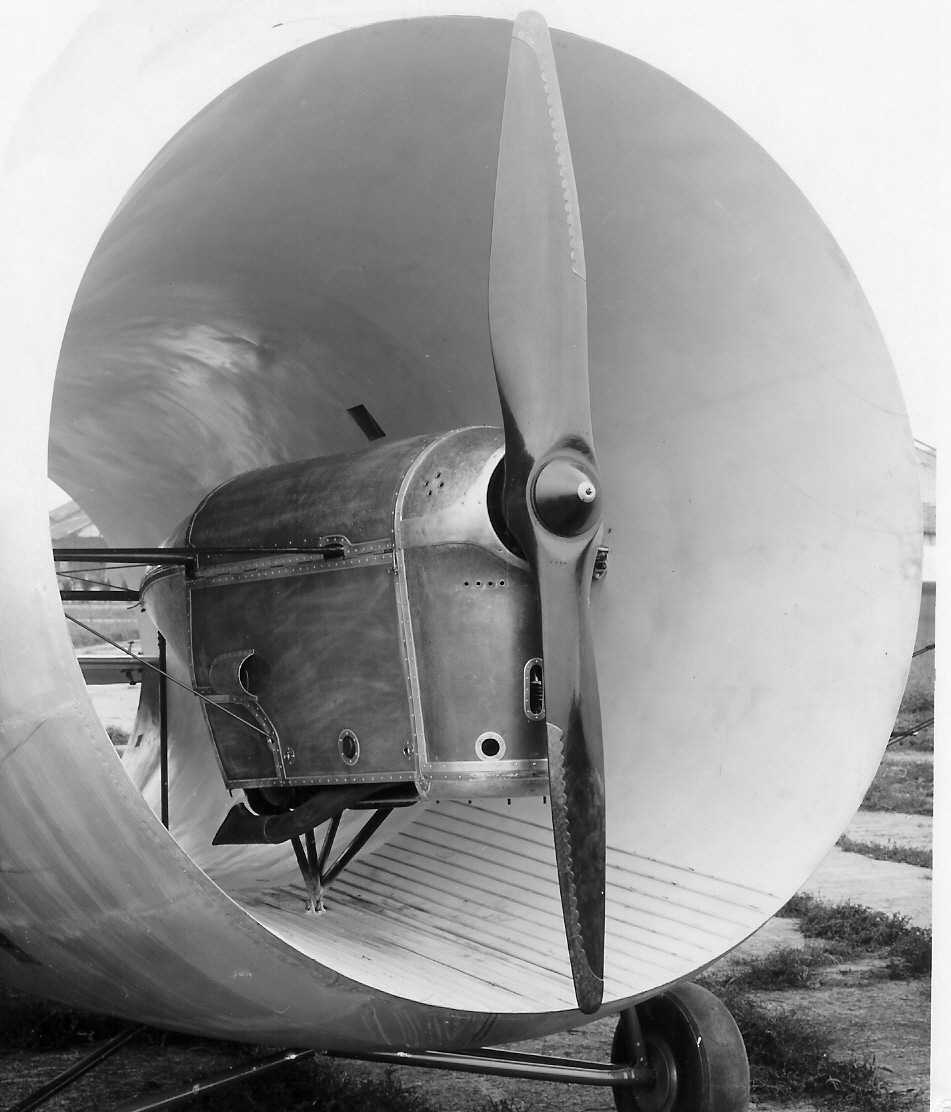
Vista motore dello Stipa-Caproni

Il design dell'elica intubata aveva effettivamente fatto aumentare l'efficienza del motore, come Stipa aveva calcolato, e la forma a profilo alare dell'interno del condotto stesso, che garantiva una portanza addizionale, consentiva anche una velocità di atterraggio molto bassa, appena 68 km/h. La soluzione, inoltre, consentiva allo Stipa-Caproni di raggiungere un più alto tasso di salita rispetto ad altri velivoli a parità di potenza e di carico alare.
Il posizionamento del timone e degli equilibratori proprio a valle del flusso di scarico sul bordo d'uscita del tubo, impartiva all'aeromobile migliori caratteristiche di stabilità in volo, anche se successivamente si dovette aumentare le loro dimensioni per migliorare la manovrabilità.
Lo Stipa-Caproni dimostrò di essere notevolmente più silenzioso rispetto agli aerei convenzionali del tempo, ma l'elica intubata aumentava la resistenza aerodinamica riducendo così i vantaggi derivanti dalla migliorata efficienza del motore. La velocità massima del velivolo era stata di soli 131 km/h.
Quando fu completato il collaudo iniziale, la Regia Aeronautica prese il controllo dell'aereo e lo trasferì a Guidonia Montecelio per una breve serie di voli di collaudo ulteriori, assegnandogli il numero di registrazione MM.187.
Nelle prove successive furono riscontrate stabilità del velivolo e le prestazioni nei momenti critici del decollo e dell'atterraggio. Durante lo sviluppo e i voli che seguirono, fu deciso di carenare le ruote e aumentare le dimensioni di timone e piani di coda. Trasferito al Centro Studi ed Esperienze di Montecelio, lo Stipa-Caproni fu sottoposto ad altri esperimenti.
Come tutti i piloti dei test riferirono, l'aereo era molto stabile in volo, tanto che era difficile operare cambiamenti di rotta. Inoltre i piloti collaudatori furono favorevolmente sorpresi dalla velocità di atterraggio molto bassa e dalla conseguente possibilità di piste di atterraggio molto brevi. Malgrado ciò si decise che nel complesso i vantaggi non ne giustificavano lo sviluppo.

## Esemplari attualmente esistenti
L'unico esemplare costruito venne demolito nel 1933 ma attualmente esiste una replica.
In Australia, Lynette Zuccoli e la Aerotect Queensland progettarono una replica in scala 3/5 dello Stipa-Caproni, del tutto simile all'originale anche in termini di livrea e contrassegni, alimentato da un motore da corsa italiano Simonini. La replica, marche VH-SCZ e cn SC1-R, è stata costruita nel 1998, e nell'ottobre 2001 è riuscito a fare due voli di prova con Bryce Wolff ai comandi. Ogni volo è stato di circa 600 metri (660 iarde) ed ha raggiunto un'altitudine di circa 6 metri (20 piedi). La segnalazione di Wolff è stata che la replica in volo era molto stabile, conformemente a quanto i piloti collaudatori italiani avevano riferito dell'aereo originale, 69 anni prima. La replica non venne più riportata in volo ed è adesso esposta in mostra statica presso l'aeroporto di Toowoomba, nel Queensland.

## Galleria d'immagini

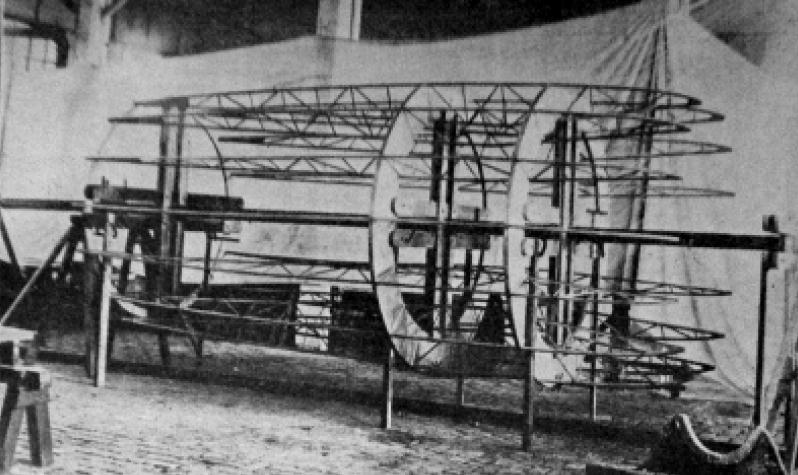
La struttura in costruzione
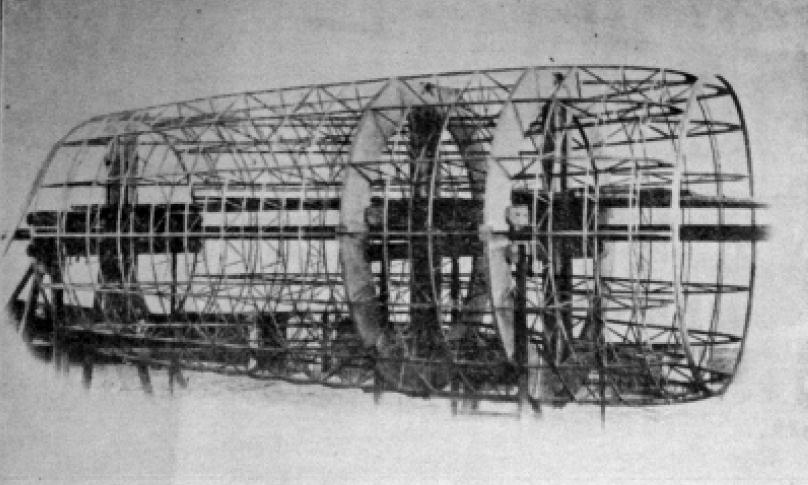
La struttura in costruzione
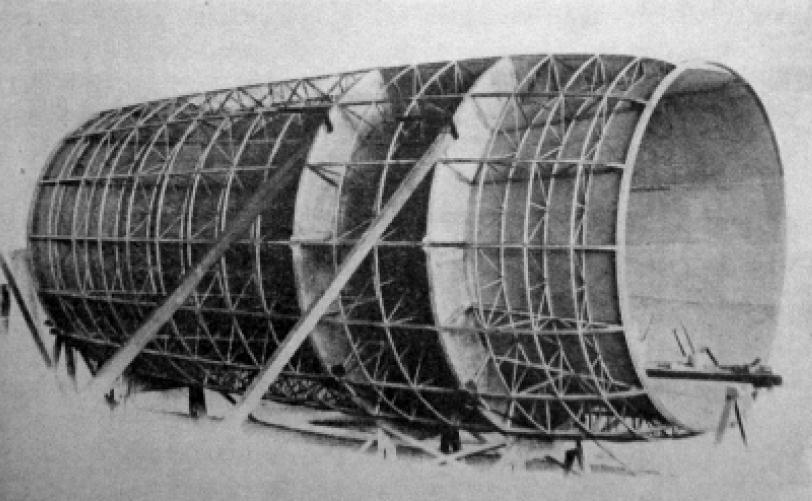
La struttura in costruzione
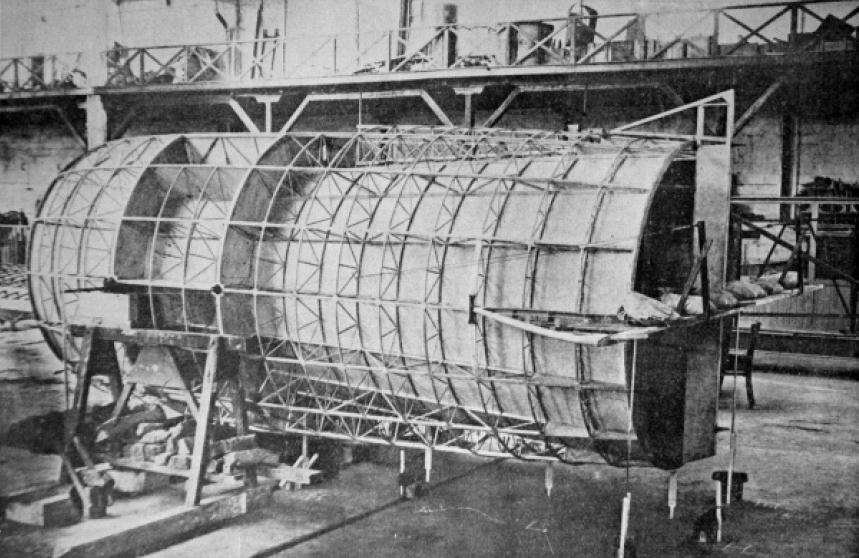
La struttura in costruzione
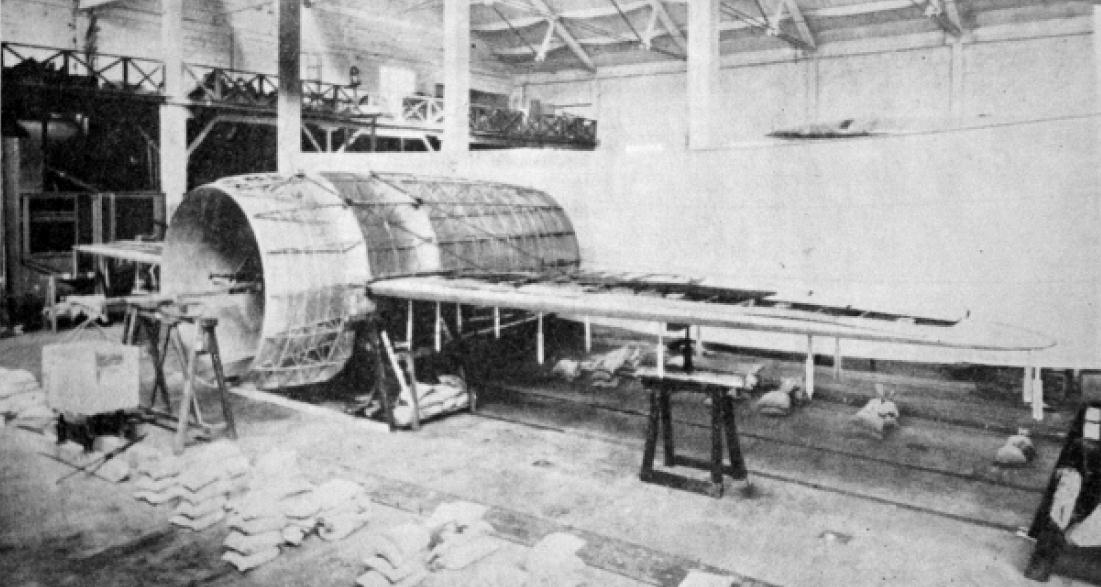
La struttura in costruzione
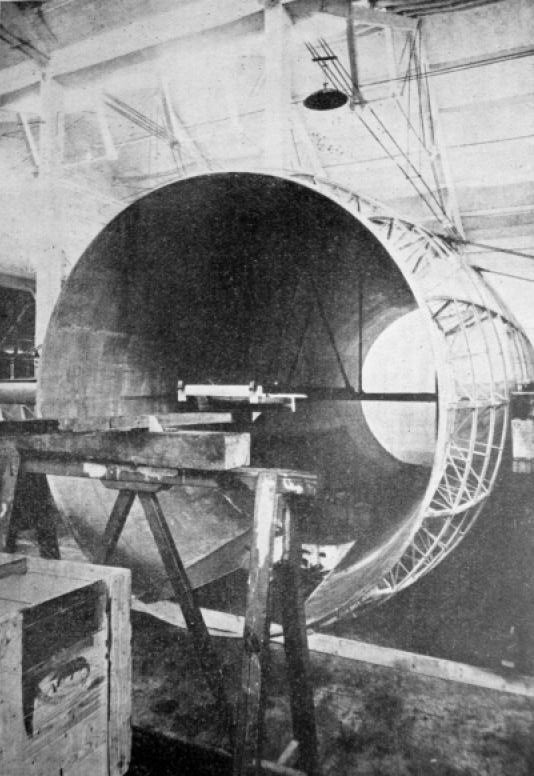
La struttura in costruzione
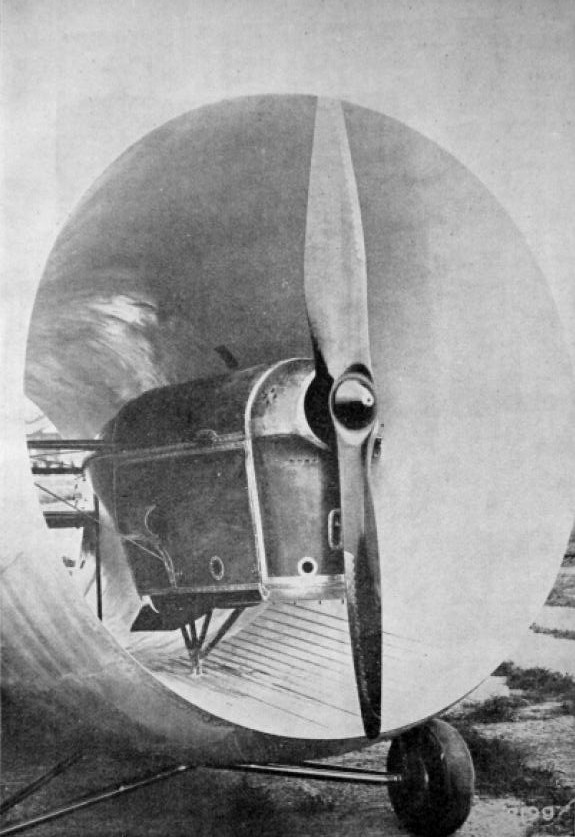
La struttura in costruzione
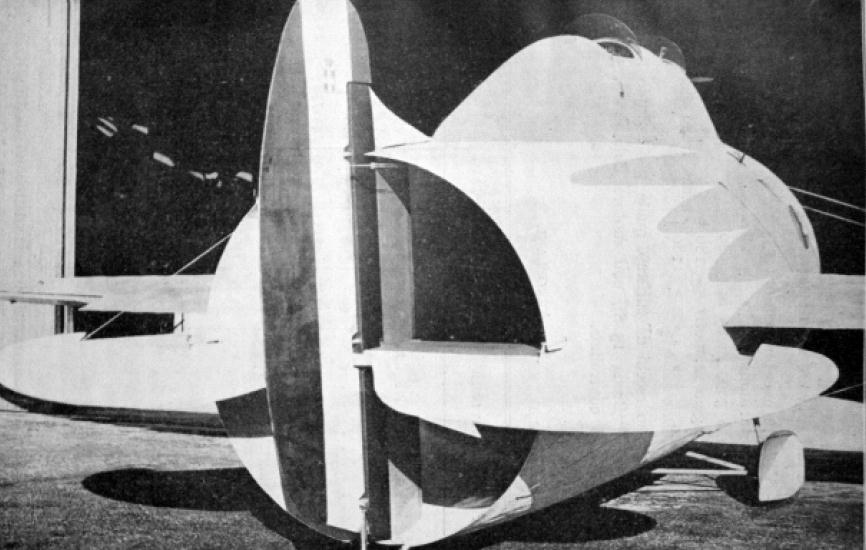
Visto da dietro
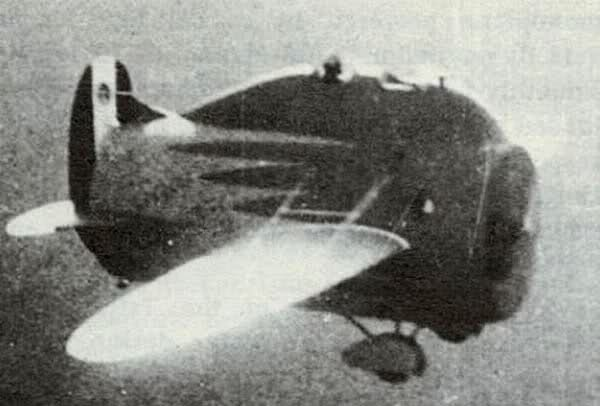
In volo visto dall'alto
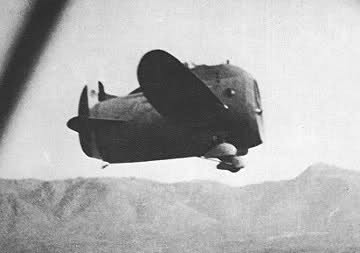
In volo, visto dal basso